# Melanagromyza aeneoventris
Melanagromyza aeneoventris este o specie de muște din genul Melanagromyza, familia Agromyzidae. A fost descrisă pentru prima dată de Fallen în anul 1823.
Este endemică în Sweden. Conform Catalogue of Life specia Melanagromyza aeneoventris nu are subspecii cunoscute.